# Светлое (озеро, Алольская волость Пустошкинского района)
Светлое — озеро в Алольской волости Пустошкинского района Псковской области, в 7 км к северо-западу от волостного центра, деревни Алоль.
Площадь — 0,7 км² (67,5 га, с островами — 68,9 га). Максимальная глубина — 21,5 м, средняя глубина — 5,7 м.
Близлежащими населёнными пунктами являются деревни Серпуниха к северо-востоку и Ночлегово к юго-востоку.
Глухое. Относится к бассейну реки Колпинка, соединяющаяся через озеро Алоль (Мясовское) ручьём Мясовским, впадающим в реку Алоль бассейна Великой.
Тип озера лещово-уклейный с ряпушкой. Массовые виды рыб: щука, окунь, плотва, лещ, ряпушка, пелядь (возможно), чудской сиг (возможно), линь, налим, ерш, красноперка, щиповка, верховка, вьюн, уклея, густера, карась, угорь.
Дно озера илисто-песчаное.